# Māra
Māra, även kallad Māre, Mārīte (diminutiv form), Mārša, Māršava (västra Lettland), är en lettisk gudinna. Hon är den lettiska mytologins högst uppsatta kvinnliga gud och motparten till dess högsta manliga gud, Dievs. Alla övriga gudinnor var underställda henne som hennes tjänare. 
Hon är möjligen samma gudom som Lopu māte, Piena Māte (Moder Mjölk), Veļu Māte (Själarnas/andarnas moder), Zemes Māte (Moder Jord), och Skogens, Vattnets, Havets och Vindens moder, vilka var hennes aspekter. Hon associerades också ofta med gudinnan Lamia, särskilt i västra Lettland, och kan ha ansetts vara samma gudom.  
Māra symboliserar den goda lyckan och beskyddar alla sysslor traditionellt associerade med kvinnor (boskapsskötsel, barnaskötsel) och alla ekonomiska aktiviteter som pengar och marknader och köpenskap enligt talesättet "Dievs gjorde bordet, Mara satte brödet därpå". Som Dievs motpart tog hon vid människans död dess kropp, medan Dievs tog dess själ. 
Hennes festival hölls den 15 augusti. Detta var dock troligen på grund av kristna missionärers inflytande, då gudinnan av dem identifierades med Jungfru Maria. 